# Захаров, Виктор Павлович (государственный деятель)
Виктор Павлович Захаров (род. 18 января 1948, с. Демидовичи, Костюковичский район, Могилёвская область, Белорусская ССР, СССР) — государственный деятель Приднестровской Молдавской Республики. Заместитель министра внутренних дел Приднестровской Молдавской Республики с октября 1993 по декабрь 1995. Прокурор Приднестровской Молдавской Республики с 10 декабря 1996 по 18 октября 2006. Государственный советник юстиции 2-го класса.

## Биография
Родился 18 января 1948 в селе Демидовичи Костюковичского района Могилёвской области Белорусской ССР.

### Образование
С 1967 по 1972 обучался на юридическом факультете Кишинёвского государственного университета.

### Трудовая деятельность
Трудовую деятельность начал в 1964 электрослесарем на Рыбницком сахарспирткомбинате.
С 1972 по 1973 — юрисконсульт Рыбницкого сахарспирткомбината.
С 1973 по 1976 — помощник Рыбницкого межрайонного прокурора.
С 1976 по 1981 — прокурор Чадыр-Лунгского района Молдавской ССР.
С 1981 по 1985 — начальник следственного отдела УВД Кишинёва.
С 1985 по 1990 — заместитель начальника следственного управления МВД Молдавской ССР.
С 1990 по 1991 — начальник следственного отделения Рыбницкого РОВД.
С 1991 по октябрь 1993 — начальник отдела Рыбницкого РОВД.
С октября 1993 по декабрь 1995 — заместитель министра внутренних дел Приднестровской Молдавской Республики.
С 10 декабря 1996 по 18 октября 2006 — Прокурор Приднестровской Молдавской Республики.
С 2006 — на пенсии.

## Классный чин
- Государственный советник юстиции 2-го класса.

## Награды и звания
- Орден Почёта
- Медаль «За трудовую доблесть»
- Медаль «За безупречную службу» III степени
- Медаль «10 лет Приднестровской Молдавской Республике»
- Медаль «10 лет Вооружённым силам Приднестровской Молдавской Республики»
- Медаль «10 лет таможенным органам Приднестровской Молдавской Республики»
- Медаль «10 лет Министерству государственной безопасности Приднестровской Молдавской Республики»
- Нагрудный знак «Почётный работник прокуратуры Приднестровской Молдавской Республики»
- Почётное звание «Заслуженный юрист Приднестровской Молдавской Республики»